# IC 3168
IC 3168 је спирална галаксија у сазвјежђу Береникина коса која се налази на листи објеката дубоког неба у Индекс каталогу.
Деклинација објекта је + 27° 55' 11" а ректасцензија 12h 20m 18,5s. Привидна величина (магнитуда) објекта IC 3168 износи 14,8 а фотографска магнитуда 15,6. IC 3168 је још познат и под ознакама MCG 5-29-64, CGCG 158-79, KUG 1217+281, PGC 39793.